# The Changing of the Guardian
The changing of the guardian, titulado Cambio de tutor en Latinoamérica y El cambio de la guarda y custodia en España, es un episodio de la serie animada Los Simpson. Es el undécimo episodio de la temporada 24 y el episodio 519 en general. Se emitió el 27 de enero de 2013. El título original en inglés es un juego de palabras que hace referencia a la ceremonia de cambio de guardia.

## Sinopsis
Una tormenta pasa sobre Springfield, y la familia Simpson intenta pasar el tiempo jugando a un juego de mesa. De repente, Lisa descubre un tornado que ha tocado tierra y absorbe al Ayudante de Santa. Homer y Marge dejan a los niños para buscar al Ayudante de Santa con la ayuda de Lenny y Carl. El tornado atrapa a Homer y Marge en el interior del edificio intacto de un banco. La policía finalmente logra sacarlos, pero Marge se queda traumatizada por la situación. Al darse cuenta de que los niños no tienen tutores adecuados, ella y Homer deciden encontrar a alguien adecuado para hacer de niñero de los niños. Prueban con el abuelo, Patty y Selma, el medio hermano de Homer, Herb, Kirk y Luann Van Houten y Cletus y Brandine Spuckler, pero Homer y Marge reconsideran a todos ellos, y, finalmente, los rumores se propagan a través de Springfield que buscan tutores para sus hijos, a los que nadie quiere cuidar.
Homer y Marge deciden buscar en la ribera a parejas sin hijos y, finalmente, encuentran a Mav, un surfista profesional con la voz de Hank Azaria. Él y su esposa Portia (una abogada ambientalista, con la voz de Rashida Jones), ganan los corazones de Bart y Lisa, y la pareja se compromete a ser sus tutores durante el fin de semana. Homer y Marge aprueban, pero después de un par de semanas del acuerdo, encuentran una foto de Mav y Portia con sus hijos y se dan cuenta de que los dos están pensando en apropiarse de sus hijos. Marge inicialmente se pregunta si Mav y Portia son padres más adecuados que Homer y ella, pero Homer le asegura que Bart, Lisa y Maggie son sus hijos y que son su responsabilidad. Los dos van apresuradamente al hogar de Mav y Portia, quienes rechazan devolver a los niños, pero finalmente los dejan ir cuando los niños confiesan que prefieren a sus padres por sobre ellos.

## Recepción

### Crítica
El episodio recibió críticas negativas, Robert David Sullivan de The AV Club otorgó al episodio una calificación de "C", y comentó que «The Changing Guardian son tres mini episodios de Los Simpson: una representación cómica de un desastre natural, una historia de comedia poco original con cameos de muchos personajes recurrentes, así como una breve historia en la que nuestra familia favorita se ve amenazada por la voz del invitado de la semana». También declaró que «todo es tan apresurado que nada de esto se siente triste o tenso o conmovedor o divertido». Teresa López de TV Fanatic señaló a este episodio como «el más decepcionante que recuerda» de la temporada 24 hasta la fecha. Encontró «muy difícil mantener la sintonía mientras veía el episodio -y eso es muy triste—», explicando que «La monotonía del capítulo se debe a la narración aburrida». Rob H. Dawson de TV Equals le dio al episodio una mala calificación y escribió «Todo se siente apresurado y extraño, así como muy revelador al inicio».

### Audiencia
El episodio fue visto por 5.230.000 de espectadores. Esto lo convirtió en el segundo programa más visto de Fox Entertainment Group, superando a The Cleveland Show,Bob's Burgers y American Dad pero perdiendo con Padre de familia.

## Producción
Danny DeVito dijo en Twitter en agosto de 2012 que iba a grabar el diálogo para un nuevo episodio.